# Francisco San Román
Francisco San Román (Burgos, 1510-1515 - Valladolid, 23 de abril de 1542) fue un reformador protestante español y primer mártir de la Reforma protestante española.

## Biografía
Hijo del alcalde mayor de Briviesca, nació en una familia de mercaderes acomodados de origen converso, con amplias ramificaciones en ciudades de los Países Bajos (Amberes, Bruselas, Lovaina, Brujas). De educación mediana, no tan profunda como la de su coterráneo y amigo Francisco de Enzinas, solo había aprendido algunos rudimentos de gramática, aritmética y los fundamentos de la religión católica. Con el ejercicio de su profesión de comerciante fue ampliando sus horizontes ideológicos al visitar nuevos países y conocer nuevas ideas y costumbres. 
Mientras permanecía en la ciudad hanseática de Bremen en 1540 para cerrar un importante acuerdo comercial, asistió a un sermón protestante que daba un discípulo del fraile agustino Martín Lutero, el también agustino Jacobus Probst, antiguo prior del convento de Amberes antes de seguir las doctrinas de su maestro, y quedó impresionado a pesar de no dominar completamente el alemán. Probst lo llevó a su casa y lo adoctrinó, de forma tal que resolvió abandonar todas sus actividades comerciales y convertirse en predicador protestante. Siguió al maestro Jacobus con un celo evangelizador y propagandístico tan fogoso, que sus mismos compañeros de viaje y el propio Probst lo advirtieron de su imprudencia y de que tuviese cuidado con los enemigos de estas doctrinas. Estudió las Escrituras y los sermones de Probst y escribió un Catecismo en castellano que se propuso difundir entre sus amistades flamencas y españolas. Entabló correspondencia con sus amigos de Amberes exponiéndoles su historia y animándoles a seguir ese camino. También escribió a Francisco de Enzinas, entonces en Amberes y de sus mismas creencias, quien contestó a sus cartas advirtiéndole del serio peligro que corría actuando tan imprudentemente. 

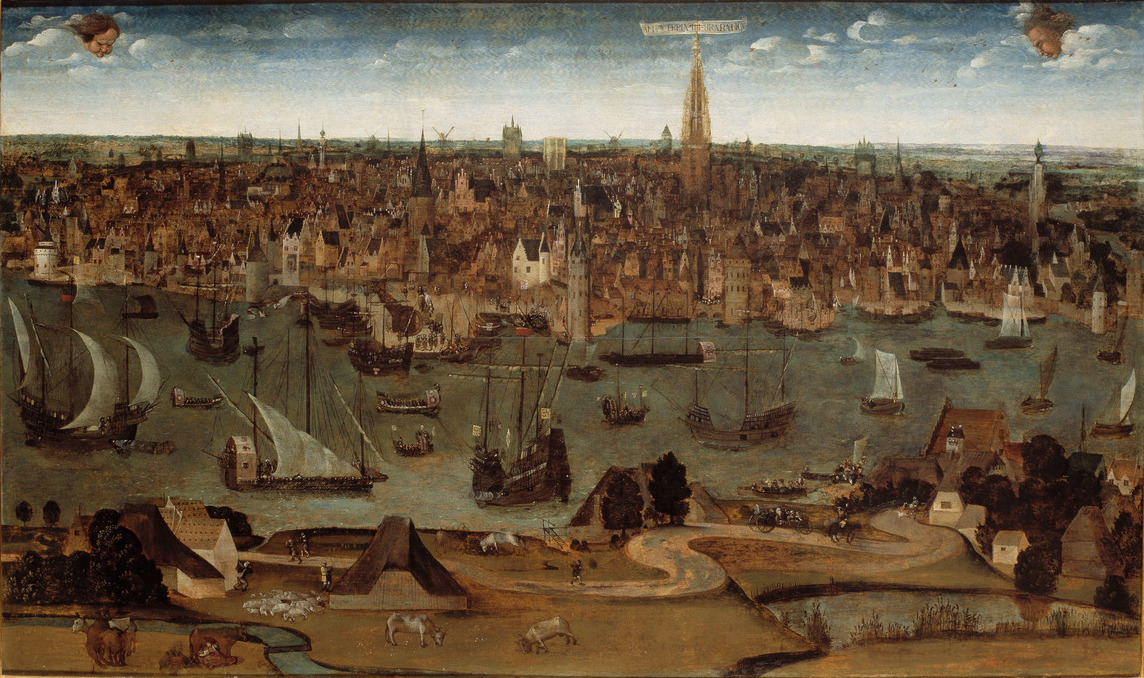
Vista de la ciudad de Amberes, Flandes, alrededor de 1540.

Pero San Román decidió trasladarse a Flandes y al llegar a Amberes fue detenido y entregado a los frailes dominicos inquisidores, quienes hallaron en su equipaje libros en alemán, latín y francés de Lutero, Melanchton y Ecolampadio, suficiente motivo para internarlo en la prisión inquisitorial en una torre a seis leguas de Amberes. Este hecho documentado demuestra que podía leer en esos idiomas. Durante ocho meses de interrogatorios fue apremiado a que confesase sus culpas y se retractara de sus errores. San Román contestaba como un mártir: que no tenía culpa y que solo podrían quemar su miserable cuerpo, no su alma, que así moriría por Cristo. En 1541, después de hacerle prometer que sería más moderado en sus manifestaciones si regresaba a España, fue puesto en libertad. 
Se apresuró a abandonar Amberes y marchó a Lovaina, donde entonces residía su paisano y amigo Francisco de Enzinas, ya un reformador plenamente convencido, pero que aún actuaba de forma mesurada. Este le volvió a recomendar prudencia y discreción. Pero San Román decidió nada menos que dirigirse a Ratisbona y pedir audiencia al mismísimo emperador Carlos V, que celebraba allí una Dieta, para intentar convertirlo. Hasta tres veces lo intentó, pero el emperador terminó por ordenar que fuese detenido y conducido a España para que el Santo Oficio le abriera proceso por hereje. 

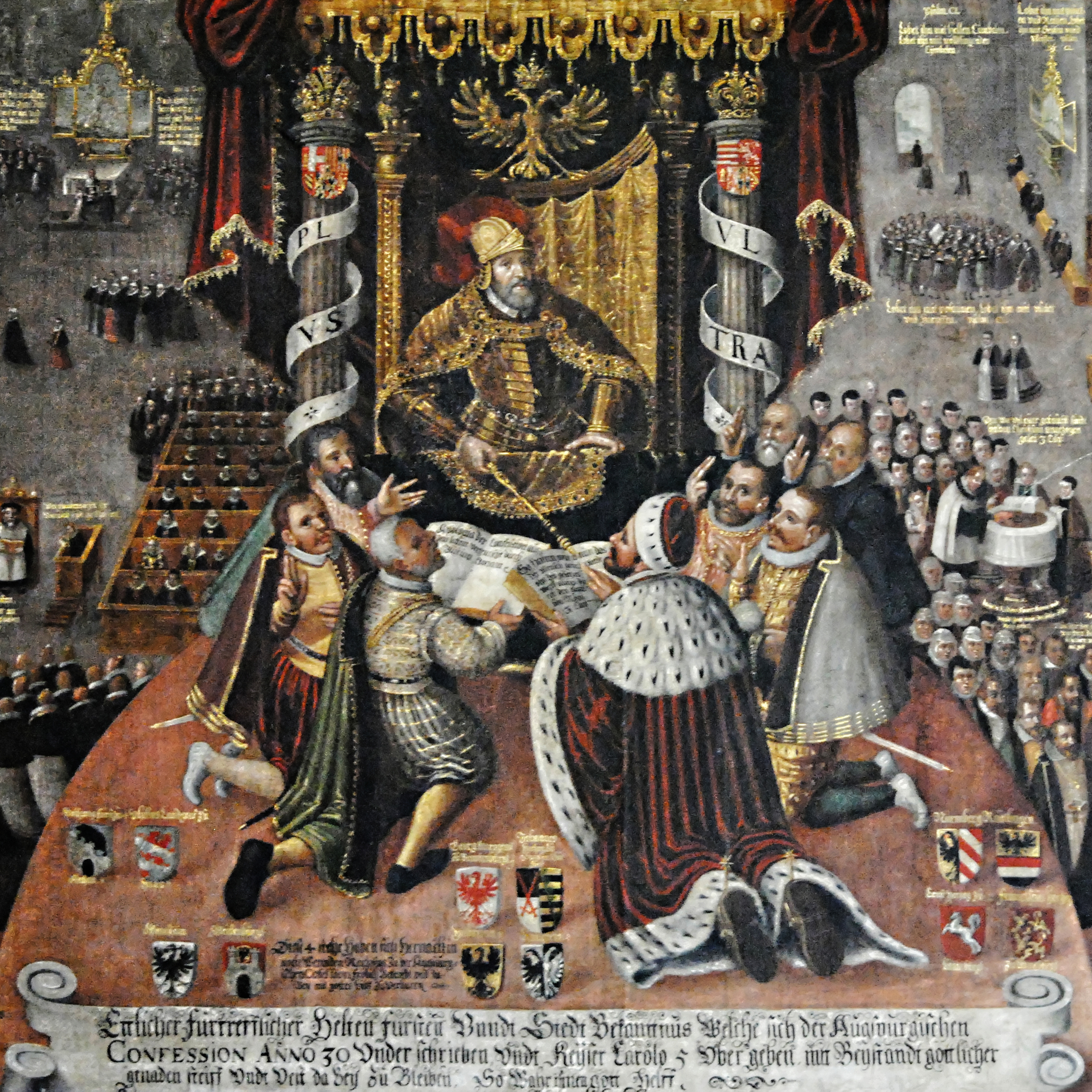
Presentación de las tesis luteranas al emperador Carlos V durante la dieta de Augsburgo (1530). San Román intentó desesperadamente predicar ante el emperador en Ratisbona, pero no tuvo éxito.

Fue encerrado en un carro de bueyes, encadenado con otros prisioneros y cruzó toda Europa siguiendo al emperador hasta llegar a Valladolid. Enzinas narra que manifestó una gran entereza durante el viaje:
¿Ves estas cadenas de hierro? Estas cadenas, estos hierros, esta ignominiosa cautividad que padezco por la gloria de Nuestro Señor Jesucristo ahora, me reportarán un triunfo mucho más honroso en presencia de Dios que lo que nunca viste y que la pompa regia en la corte del emperador.
Llegaron a principios de 1542. Se le abrió proceso y fue condenado, entre otros dos jueces, por el dominico Fray Bartolomé de Carranza, por entonces profesor de teología en el Colegio de San Gregorio de Valladolid y que había trabajado durante varios años como Consejero de Estado al lado de Carlos V, acompañándolo a Flandes en más de una ocasión. Carranza contaba con amplia experiencia como miembro del Santo Oficio y lo condenó siendo por entonces Inquisidor General el cardenal zamorano Juan Pardo de Tavera. Cuenta Enzinas en sus Memorias:
Dijo que España se había de perder por la Inquisición e por estos administradores de la fe [...] Por ella [la Inquisición] se han de levantar los pueblos contra la injusticia, porque no hacían sino quitarles las haciendas e echarles un sanbenito sin tener culpa. E que Su Majestad tenía cargo de muchas personas que eran muertas por estas cosas, las cuales merecían ser canonizadas por sanctos, tan bien como otros que son tenidos por sanctos, e que habían muerto mártires.
Carranza no logró convencerlo: San Román, firme en sus creencias, fue "relajado al brazo seglar", esto es, entregado a la justicia secular para que lo quemase en la hoguera; la sentencia incluye, además, a sus hijos y nietos. Años más tarde Carranza, arzobispo de Toledo, sería acusado también por la Inquisición y permanecería largo tiempo en prisión mientras Felipe II se embolsaba las cuantiosas rentas de su arzobispado dando largas al proceso, que terminó al fin con su absolución. 
La actitud de San Román ante sus jueces hizo escribir al protestante Francisco de Enzinas, quien lo conocía bien, que demostraba "una exaltación parecida a la locura". El auto de fe se llevó a cabo en la Plaza Mayor de Valladolid el 23 de abril de 1542. No renegó, ni siquiera entre las llamas. Su actitud en el suplicio fue tan ejemplar y admirable que algunos recogieron huesos y cenizas del ajusticiado como si fuesen reliquias de un nuevo santo y parece cierto que el embajador inglés pagó trescientos escudos por una de esas reliquias, un hueso de su cabeza.